# Rio Marumbi
O Rio Marumbi é um importante curso d'água localizado no estado do Paraná, Brasil. Sua bacia hidrográfica está situada na porção oeste do litoral paranaense, no município de Morretes.

## Características
O Rio Marumbi faz parte de um complexo sistema hidrográfico da região litorânea do Paraná. Sua bacia hidrográfica possui características geomorfológicas e ecológicas singulares, estando inserida na área de Mata Atlântica.

## Importância ecológica
A bacia do Rio Marumbi abriga uma rica biodiversidade característica da Mata Atlântica. A região é dominada pela floresta ombrófila densa em suas diferentes conformações, que recobrem o Maciço do Marumbi.

## Aspectos socioeconômicos
O rio desempenha um papel importante na economia local, principalmente relacionado às atividades turísticas e de conservação ambiental. A região onde o rio está localizado faz parte da Área de Especial Interesse Turístico do Marumbi.

## Conservação
A bacia do Rio Marumbi está parcialmente inserida em unidades de conservação, como o Parque Estadual Pico do Marumbi. Estas áreas protegidas visam preservar os ecossistemas locais e regular o uso dos recursos naturais.

## Estudos e pesquisas
Diversos estudos têm sido realizados na bacia do Rio Marumbi, abordando temas como
- :
Zoneamento ambiental
- Análise da paisagem
- Vulnerabilidade morfodinâmica
- Condições socioeconômicas da região

Estas pesquisas visam subsidiar ações de planejamento e gestão ambiental na área, baseadas na sustentabilidade e na legislação ambiental vigente.